# Derech hamelech
Chansons représentant Israël au Concours Eurovision de la chanson
Ben adam
(1988) Shara barkhovot
(1990)
Derech hamelech (hébreu : דרך המלך, en français La Voie Royale) est la chanson représentant Israël au Concours Eurovision de la chanson 1989. Elle est interprétée par Gili & Galit.

## Eurovision
En 1989, le musicien Shaike Peikov propose sa chanson au concours Eurovision de la chanson. Il a découvert Gili Netanel qui a 12 ans et le choisit pour interpréter sa chanson. Peu de temps avant la compétition, les producteurs décident d'un duo avec un adulte. Le producteur Shlomo Tzach soumet la chanteuse Galit Burg qui a 21 ans à l'époque qu'il connaissait. La chanson remporte le concours de sélection d'Israël le 30 mars 1989.
La présence de Gili Netanel ainsi que celle de Nathalie Pâque, la représentante de la France, 11 ans, suscite la controverse à cause de leurs âges. L’UER décidera de modifier le règlement de l’Eurovision. Dès l’année suivante, les candidats devront avoir seize ans révolus, le jour du concours.
La chanson est la deuxième de la soirée, suivant Avrei voluto interprétée par Anna Oxa & Fausto Leali pour l'Italie et précédant The Real Me interprétée par Kiev Connolly et The Missing Passengers pour l'Irlande.
La performance est gâchée par un léger manque de mémoire de Gili alors qu'il termine le deuxième couplet. Il se rattrape et interprète parfaitement le reste de la chanson.
À la fin des votes, elle obtient 50 points et finit à la 12e place sur vingt-deux participants.

### Points attribués à Israël
| 12 points                               | 10 points | 8 points               | 7 points                         | 6 points |
| --------------------------------------- | --------- | ---------------------- | -------------------------------- | -------- |
|                                         |           |                        | - Irlande - Suisse - Yougoslavie |          |
| 5 points                                | 4 points  | 3 points               | 2 points                         | 1 point  |
| - Danemark - Finlande - Islande - Suède |           | - Allemagne - Pays-Bas | - Royaume-Uni                    | - Italie |